# Olympiska sportcentret
Olympiska sportcentret är ett område söder om Olympiaparken i Peking. Det är också namnet på den stadion som ligger i området. Förutom stadion ligger inomhushallen Olympiska sportarenan och simhallen Ying Tung-hallen på området. Samtliga arenor byggdes till de Asiatiska spelen 1990.

## Stadion
Stadion Olympiska sportcentret (officiellt engelskt namn: Olympic Sports Center Stadium, kinesiska: 奥体中心体育场) var huvudarena vid Asiatiska spelen 1990. Den tog då 18 000 åskådare. Inför olympiska spelen 2008 rustades arenan upp, och kapaciteten fördubblades till 36 000. Samtidigt ökade dess byggarea från 20 000 till 37 000 kvadratmeter.
I OS användes arenan för löpningen och hästhoppningen i den moderna femkampen. Underlaget var speciellt framtaget för detta ändamål. Efter spelen planterades gräs, för att arenan ska kunna användas för fotboll och friidrott.